# Kabinett Marx (Preußen)
Das Kabinett Marx bildete die Preußische Staatsregierung von Februar bis April 1925.

## Mitglieder
| Amt               | Name                   | Bild | Partei | Partei    |
| ----------------- | ---------------------- | ---- | ------ | --------- |
| Ministerpräsident | Wilhelm Marx           |      |        | Zentrum   |
| Inneres           | Carl Severing          |      |        | SPD       |
| Justiz            | Hugo am Zehnhoff       |      |        | Zentrum   |
| Finanzen          | Hermann Höpker-Aschoff |      |        | DDP       |
| Handel            | Walther Schreiber      |      |        | DDP       |
| Landwirtschaft    | Heinrich Steiger       |      |        | Zentrum   |
| Volkswohlfahrt    | Heinrich Hirtsiefer    |      |        | Zentrum   |
| Wissenschaft      | Carl Heinrich Becker   |      |        | parteilos |